# NGC 4452
NGC 4452 (również PGC 41060 lub UGC 7601) – galaktyka soczewkowata (S0), znajdująca się w gwiazdozbiorze Panny w odległości około 51 milionów lat świetlnych od Ziemi. Została odkryta 15 marca 1784 roku przez Williama Herschela. Galaktyka ta ma 35 000 lat świetlnych średnicy, a jej dysk widoczny jest prawie idealnie z boku. NGC 4452 należy do gromady galaktyk w Pannie.